# David Franc
David Franc (* 22. května 1972) je bývalý český fotbalista.

## Fotbalová kariéra
V české lize hrál za SKP Fomei Hradec Králové. Nastoupil v 1 ligovém utkání.

## Ligová bilance
| Ročník                          | Zápasy | Góly | Klub                     |
| ------------------------------- | ------ | ---- | ------------------------ |
| 1. česká fotbalová liga 1993/94 | 1      | 0    | SKP Fomei Hradec Králové |
| CELKEM                          | 1      | 0    |                          |